# Les Brigandes
Les Brigandes est un groupe musical féminin de chanson française apprécié de certains milieux d'extrême droite et vivant en communauté.
Elles publient entre 2015 et 2021 une centaine de chansons dont les textes critiquent toutes sortes de groupes sociaux, professionnels ou religieux.
Installées depuis 2014 à La Salvetat-sur-Agout, dans l'Hérault, elles vivent dans une communauté de plusieurs familles vue comme sectaire.
Les Brigandes annoncent la fin de leurs activités en 2021.

## Historique

### Création du groupe
Les Brigandes (le nom est un hommage aux insurgés de la guerre de Vendée) sont, avant 2014, installées dans les Pyrénées. À partir de 2015, les jeunes femmes vivent en familles avec leurs enfants et en communauté à La Salvetat-sur-Agout (Hérault),.
Le groupe apparait à la suite des Ultra Sixties, une formation tournée vers la musique des années 1960, et dont les membres sont eux aussi installés, depuis 2015, à La Salvetat-sur-Agout. La chanteuse vedette des Brigandes participe également à Ultra Sixties, qui anime des fêtes et des bals populaires dans la région en proposant une musique dénuée de teneur politique. Au contraire des Ultra Sixties, les Brigandes prennent soin de ne pas se produire dans la commune où elles résident. À la suite de la révélation des liens entre les deux groupes, le maire de la commune est interpellé par certains habitants, qui dénoncent notamment la programmation du « groupe paravent » Ultra Sixties lors de la fête du village.
Les Brigandes, au nombre de sept, produisent des vidéo-clips depuis 2015. Leurs vidéos sont accessibles à travers un compte sur la plate-forme YouTube, mais selon David-Julien Ramihl, contributeur au site Neon, elles sont diffusées à partir de la « plate-forme Comité de Salut national, un site qui met en avant des artistes « engagés dans les causes d’extrême droite ».
En 2019, la communauté qui abrite le groupe des Brigandes se rebaptise « communauté de la Rose et de l'Épée ».

### Style et thèmes
Les textes du groupe versent dans la provocation identitaire et le complotisme,,. Les Brigandes sont parfois qualifiées de « groupe d'extrême-droite New Age », « mi-hippie mi-identitaire », même si Louis-Henri de La Rochefoucauld, critique musical pour Technikart estime que « deux minutes suffisent pour se rendre compte que ces gens n'ont rien à voir avec l'extrême droite classique ; ils planent ailleurs ».
Les thèmes abordés sont ainsi la dénonciation de « l'ordre mondial américain », du « grand remplacement »,, l'hommage à Vladimir Poutine, la lutte contre la « pensée unique » ou contre le cannabis. Les textes des chansons ont pour cibles directes et variées la modernité, l'américanisation, les antifas, les soixante-huitards, l'immigration, la pollution, les homosexuels, les musulmans, les maghrébins, les Juifs, les journalistes, les financiers, les francs-maçons, les hommes politiques et les jésuites (dont le pape François),. Y figure aussi, selon le journal Le Point, le complotisme « visant les juifs comme les jésuites », avec le titre Ce geste, qui « tente une réhabilitation du salut nazi », En enfer, qui condamne « les flics de la pensée casher », Comment on devient américain, qui évoque « l'arnaque du 11 Septembre »
Les Brigandes abordent aussi des thèmes ésotériques ou mystiques, comme la fascination pour l'Inde (chanson Hare Krishna), qui est « un modèle » pour le groupe. Les genres musicaux adoptés par le girls band relèvent parfois de la musique folk, du style « sixties » ou du pop rock.

### «Buzz»autour du groupe
Grâce à une chanson qui tourne en dérision les « antifas », les Brigandes sont lancées en janvier 2015. La vidéo diffusée sur Youtube dépasse les 100 000 vues et popularise le groupe auprès des internautes de la « fachosphère »,.
Si les vidéos des Brigandes sont moins visionnées que les clips mainstream, elles ont plus d'audience que les chansons des autres groupes de rock identitaire français.
Le groupe a également une chaîne Youtube, dont les commentaires sont désactivés à partir de janvier 2016. En 2019, Youtube ferme la chaîne des Brigandes à la suite de « manquements graves ou répétés aux règles interdisant l'usage de contenu incitant à la haine ». La chaîne totalisait alors plus de dix millions de vues. Les Brigandes dénoncent une censure ciblée, arguant que les textes de rap qui incitent à la haine ne sont pas censurés.
Dès leur apparition, les Brigandes suscitent de nombreuses critiques en raison de leur positionnement politique. Le blogueur Guillaume Natas leur consacre un article, repris par David-Julien Ramihl du magazine Neon. Ce dernier présente la formation comme « le pire groupe du monde », et un article publié par l'école de journalisme de Sciences-Po analyse leurs chansons comme « ouvertement dichotomiques : « nous » contre « eux ». Le « nous », c’est celui du rock identitaire français apparu dans les années 1990, celui des groupes emblématiques Fraction et In memoriam : une identité française, souvent catholique, toujours blanche, évidemment d’extrême droite. Et « eux »… c’est le reste ». Toujours selon David-Julien Ramihl, les Brigandes sont « constantes dans l’infâme et le mauvais goût », « oscillent entre le spectacle de fin d’année du lycée et le lipdub amateur », et leur vidéo sur la chanson Ce geste « nous fait comprendre qu’un petit salut nazi entre copains ça n’est pas bien grave, mais qu’il faut faire attention aux gardiens de la pensée unique, ces empêcheurs de fachiser tranquille. » À l'inverse, le critique musical de Technikart, Louis-Henri de La Rochefoucauld, parle quant à lui de « musique indie pas mal du tout » et « d'harmonies vocales souvent raffinées », et le journaliste du Point Thomas  Mahler évoque des « chansons propices à être reprises sous sa douche ».
Les avis des villageois de La Salvetat-sur-Agout sont divisés à propos de clips du groupe diffusés dans l'espace public,.

### Succès dans certains milieux d'extrême droite
L'extrême droite est divisée à l'égard des Brigandes, observe le politologue Jean-Yves Camus. Si le groupe est très vivement attaqué par l'extrême droite d'obédience catholique traditionaliste et en particulier l'hebdomadaire Rivarol, il recueille une certaine audience dans des organisations relevant du nationalisme identitaire, tel le site Synthèse nationale, proche de Carl Lang, ou le groupuscule Ligue du Midi. C'est ainsi qu'en 2015 Les Brigandes sont invitées à jouer à la « journée de la Synthèse nationale », revue identitaire.
Le groupe se produit en octobre 2016 à Montpellier, lors d'une manifestation anti-migrants organisée à l'appel du groupe identitaire la Ligue du Midi. Le même mois, les Brigandes se produisent à nouveau en concert lors de la 10e « journée de la Synthèse nationale », devant notamment Jean-Marie Le Pen et Serge Ayoub. Au milieu du mois d'octobre, à l'invitation du service de presse de la République autoproclamée de Donetsk, les Brigandes se rendent dans le Donbass.

### Polémiques et dénonciation comme mouvement sectaire

#### Secte
Les critiques envers les Brigandes ne s'arrêtent cependant pas à leurs textes, et portent également sur la nature réelle du groupe. En décembre 2015, Louis-Henri de La Rochefoucauld, critique musical du magazine Technikart et premier journaliste non issu de la « réacosphère » à les avoir rencontrées, réalise un reportage sur les Brigandes, qu'il présente comme une formation non assimilable à l'extrême droite classique. L'article décrit les membres du groupe comme des personnes qui « planent ailleurs », et vivent avec leurs compagnons dans une communauté fermée d'une vingtaine de personnes où « personne ne travaille vraiment » et où tous les biens sont mis en commun. Le journaliste s'interroge par ailleurs sur le rôle joué par leur directeur artistique, Joël Labruyère, un sexagénaire qui fait figure de « gourou ».
Directeur de la rédaction du journal d'extrême droite Rivarol, Jérôme Bourbon, qui a d'abord été favorable à la communauté des Brigandes, la qualifie, après enquête, de « secte à l'état sauvage ». Au printemps 2016, un article de son journal fait état du caractère sectaire de la communauté des Brigandes. En septembre de la même année, Rue89 réalise à son tour un reportage sur la communauté des Brigandes, où les membres du groupe expliquent leur affiliation à l'extrême droite par le fait qu'il s'agirait du « seul créneau contestataire qui reste pour provoquer l’ordre établi » et car « elle représente un certain sens de la normalité, de la moralité, un ordre naturel ».
Selon le compte rendu du conseil municipal du 28 septembre 2016 de La Salvetat-sur-Agoût, la préfecture de l'Hérault identifie comme une secte la communauté dont font partie Les Brigandes. Cependant, le procureur de la République et la préfecture de l'Hérault déclarent en juin 2018 qu'« il n'y a pas de preuve tangible que Les Brigandes relèvent d'un phénomène sectaire ». En février 2019, le préfet de l'Hérault dit que le groupe « ne se distingue pas par des désordres particuliers » et a des relations « tout à fait apaisées » avec le maire.
Joël Labruyère, déjà connu par la Mission interministérielle de vigilance et de lutte contre les dérives sectaires (MIVILUDES) pour ses activités de gourou, s'était illustré par le passé en tant que militant prosectes, notamment en fondant un « lobby », l'Ominum des Libertés, après l'affaire de l'Ordre du Temple solaire ; une plainte, déposée par cinq anciens adeptes contre Labruyère en janvier 2015, est toujours en cours d'instruction à Tarbes,. Dans un article paru en septembre 2016, sur le site Rue 89, une femme interrogée par la journaliste Nolwenn Le Blevennec décrit Joël Labruyère comme « un occultiste assez puissant », « un mage » capable de faire trembler un immeuble et, à distance, de bloquer les trains et de faire éprouver à ses adversaires d'intenses malaises physiques. Rodolphe Bosselut, avocat représentant plusieurs anciens membres de la Communauté de la rose et de l'épée — le nom du groupe dont sont membres les Brigandes —, rapporte en 2021 que Labruyère déclare être « le chef militaire autoproclamé d'un royaume elfique et croit être la réincarnation de grandes figures historiques comme Gengis Khan ». En janvier 2018, une enquête du Parisien décrit Joël Labruyère comme étant derrière les Brigandes et comme un « gourou ésotérique connu comme le loup blanc des associations de lutte antisectes » ; Serge Blisko, directeur de la MIVILUDES, déclare que « cette communauté montre des signes d'emprise chez ses membres ».
À la rentrée 2017, dénonçant le travail de l'Éducation nationale comme un « viol psychique de masse », le groupe déscolarise ses enfants,.
En mars 2018, l'hebdomadaire L'Obs publie une enquête de Nolwenn Le Blevennec, dans laquelle elle signale la mort, en 2011, d'une femme souffrant d'un cancer de l'utérus et appartenant à la communauté « la Nation Libre » ; la communauté l'aurait encouragée à ne pas se soigner, à jeûner, et l'aurait isolée dans un cabanon,. Un témoin présumé affirme que deux femmes appartenant au groupe auraient « étouffé » la personne décédée,. Cette nouvelle enquête vaut à la journaliste des menaces et des insultes, notamment de la part de Joël Labruyère, qui affirme que le témoin présumé est une « malade hystérique ».
Ensuite, en janvier 2020, L'Obs révèle que « depuis septembre 2019, une instruction belge est en cours « à charge de X pour assassinat » visant la secte de Joël Labruyère, qui abrite le groupe musical des Brigandes. », En réaction, le groupe Les Brigandes publie un communiqué vidéo, très virulent à l'encontre des journalistes, dans lequel il dénonce une « propagande » et un « acharnement médiatique » dont il serait la victime. Joël Labruyère et le groupe des Brigandes déclarent d'ailleurs porter plainte pour diffamation contre certains médias ayant relayé ces accusations.
En avril 2019, une membre du groupe a été convoquée devant une commission d'enquête parlementaire sur les groupuscules d'extrême droite en France. Elle met en avant, dans son discours de défense, la liberté d'expression et affirme que l'activité du groupe est légale et apolitique,. Les Brigandes se vantent d'avoir été le seul groupe musical à avoir été convoqué par l'Assemblée nationale pour se justifier des chansons devant une commission d'enquête parlementaire.
Le groupe des Brigandes se défend de l'accusation de secte en se définissant comme un « clan », et en affirmant que le terme de « secte » est utilisé « pour diaboliser ».

#### Agressions et plaintes
En novembre 2017, Antoine Duvivier, un membre du groupe, frappe Jérôme Bourbon après qu'il a refusé de retirer ses accusations sur le groupe. Antoine Duvivier affirme quant à lui être venu au départ pour parler à Jérôme Bourbon.
Thierry Canals, un habitant de la commune militant de La France insoumise, porte plainte contre elles pour agression verbale (un « torrent d'insultes ») et menace physique. La situation crée des divisions et une ambiance « délétère » dans le village qui les abrite,. Les Brigandes auraient également menacé un journaliste de lemouvement.info. Un autre habitant voisin, Christophe Pourprix, lance une pétition, recueillant 14 000 signatures, demandant aux pouvoirs publics leur intervention contre le groupe ; il porte également plainte pour menaces,. D'après le journal La Croix en mai 2018, « cinq plaintes d’anciens membres ont été déposées en 2015 auprès du procureur de la République de Tarbes, Les Brigandes ayant été précédemment installées à Argelès-Gazost, dans les Hautes-Pyrénées. Elles visent des faits d’abus de faiblesse, de travail dissimulé, de menaces de mort et de violences. ». En septembre 2021, les plaintes n'ont toujours pas donné de suite.

### Dissolution
Début septembre 2021, les Brigandes annoncent mettre fin à leur activité. Pour justifier sa dissolution, le groupe avance la crise sanitaire qui perdure en France et une exposition médiatique défavorable,. Le groupe envisage de se réorganiser autrement. Selon l'hebdomadaire Marianne, Joël Labruyère, meneur des Brigandes et gourou de la Communauté de la rose et de l'épée, mettrait fin au développement d'une stratégie de construction d'alliances politiques qu'il a mise au point en créant le groupe, déclarant dans un communiqué : « nous envisageons de nous réorganiser sous la forme d’un réseau plus dispersé et moins visible pour s’adapter aux temps difficiles à venir. ».

## Positionnement politique
Dès 2020, il s'est profilé dans l'opposition à la politique anti-Covid-19.

## Discographie
De 2015 à 2021, les Brigandes sortent douze albums comprenant 144 chansons, accompagnés de la diffusion d'une centaine de clips,.